# John P. Hammond

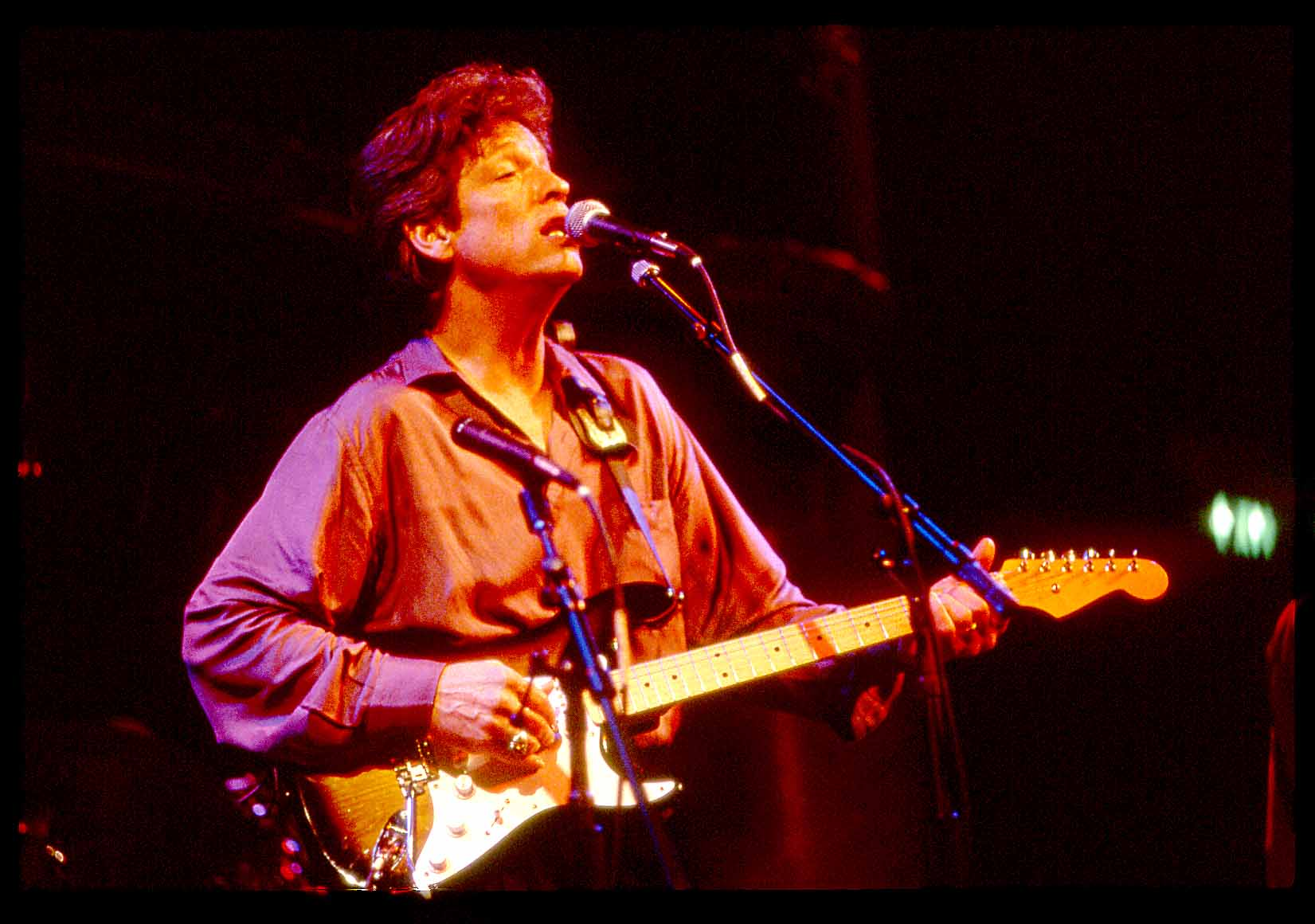
John P. Hammond in den 1980er Jahren

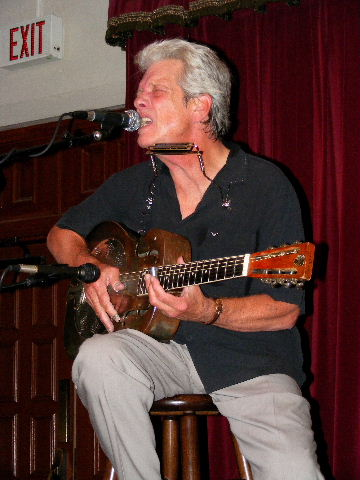
John P. Hammond (2008)

John Paul Hammond (* 13. November 1942 in New York City), auch bekannt unter dem Namen John Hammond Jr., ist ein US-amerikanischer Bluessänger und -Gitarrist. Er ist der Sohn des bekannten Musikproduzenten und Talent-Scouts John H. Hammond. Er wuchs aber nicht mit seinem Vater auf, da sich seine Eltern trennten und er seinen Vater nur einige Male im Jahr sah.

## Leben
Er begann mit dem Gitarrespiel während des Besuchs einer privaten High School und wurde besonders durch das Slide-Gitarrespiel von Jimmy Reed beeinflusst, den er im Apollo Theater live hörte. John Hammond gehört seit dem Beginn der 1960er-Jahre zu den herausragenden Figuren des akustischen Blues. Manche Kritiker bezeichneten ihn sogar als den weißen Robert Johnson. Nicht zu Unrecht, denn Hammond kombiniert kraftvolles Gitarre- und Harmonikaspiel mit einer ausdrucksvollen Stimme und einer würdigen Bühnenpräsenz. Er entdeckte für sich die Nische des Gitarrespielers mit Mundharmonika, der klassischen Blues aus den 30er-, 40er- und 50er-Jahren spielt. Aufnahmen aus den 90er-Jahren beweisen aber auch die Fähigkeiten Hammonds als Bandleader und E-Gitarrist.
Seit seinem Debüt-Album, herausgegeben 1963 auf Vanguard Records, hat John P. Hammond insgesamt 33 Langspielplatten aufgenommen. Er hat 1985 einen Grammy Award erhalten und ist für vier weitere nominiert worden. Zuletzt ist das Album „Rough & Tough“ erschienen.

## Auszeichnungen
Grammy Awards
- 2010 Grammy-Nominierung für "Rough & Tough" (Best Traditional Blues Album)
- 2006 Grammy-Nominierung In Your Arms Again
- 2002 Grammy-Nominierung als Best Historical Album: Washington Square Memoirs Box Set (John Hammond spielt "Drop Down Mama")
- 1999 Grammy-Nominierung Long As I Have You
- 1998 Grammy-Nominierung Found True Love
- 1994 Grammy-Nominierung Trouble No More
- 1993 Grammy-Nominierung Got Love If You Want It
- 1985 Grammy für Blues Explosion, einer Zusammenstellung vom Montreux Jazz Festival mit Stevie Ray Vaughan, Koko Taylor und anderen

Blues Music Awards
- 2002: „Best Acoustic Album“ für Wicked Grin
- 2003 und 2004: „Best Acoustic Blues Artist“
- 2011: „Acoustic Artist of the Year“
- 2015: „Acoustic Artist of the Year“ und „Acoustic Blues Album“ für Timeless

## Diskographie
| Alben - 1964 Big City Blues Vanguard - 1964 Country Blues Universe - 1965 So Many Roads Vanguard Music Presents - 1967 I Can Tell Atlantic - 1967 Mirrors - 1968 Sooner or Later Rhino Atlantic - 1969 Southern Fried Water Music Records - 1970 Source Point - 1971 Little Big Man [Original Soundtrack] Columbia - 1971 When I Need Columbia - 1975 Can’t Beat the Kid Acadia - 1976 John Hammond Solo [live] Vanguard - 1978 Footwork Vanguard - 1979 Hot Tracks Vanguard - 1980 Mileage Rounder - 1982 Frogs for Snakes Rounder - 1983 Hits for the Highway Aim Records - 1983 Live Rounder - 1984 Spoonful Edsel - 1988 Nobody But You Flying Fish - 1992 Got Love If You Want It Charisma - 1993 You Can’t Judge a Book by the Cover Vanguard - 1994 Trouble No More Point Blank - 1996 Found True Love Virgin - 1998 Long as I Have You Virgin - 2001 Wicked Grin Virgin - 2003 At the Crossroads: The Blues of Robert Johnson Vanguard - 2003 Ready for Love Back Porch Music - 2005 In Your Arms Again Back Porch Music - 2007 Push Comes to Shove Narada - 2009 My Spanish Album - 2009 Bear’s Sonic Journals: You’re Doin’ Fine – Blues at the Boarding House, June 2 & 3, 1973 | DVD - John Hammond – The Paris Concert (2006) - The Blues Guitar And Harmonica Of John Hammond (2006) - Robert Johnson – The Search for Robert Johnson - Little Big Man (Filmmusik von John Hammond) |

### Gastmusiker
Hammond spielte oder nahm Platten auf mit Jimi Hendrix (der entdeckt wurde, während er in Hammonds Band spielte), Eric Clapton, Muddy Waters, Howlin’ Wolf, Duane Allman, Michael Bloomfield, J. J. Cale, Tom Waits, The Band, Charlie Musselwhite, Robbie Robertson, Levon Helm, David Bromberg, John Lee Hooker, Dr. John, Bob Dylan und vielen anderen.

### Produzent
Als Produzent war er für George Benson (The George Benson Cookbook, It’s Uptown), Alberta Hunter (Amtrack Blues), Adam Makowicz (A Handful of Stars), Stevie Ray Vaughan (Ausführender Produzent Texas Flood), Bob Dylan (Bootleg Series 1–3), Michael Bloomfield (Don’t Say That I Ain’t Your Man: Essential Blues 1964), Bruce Springsteen (Tracks) und anderen tätig.